# På med jernskjorten
|  | Denne artikel er oprettet af botten PalnaBot ud fra en ekstern database. Den kan derfor have sproglige fejl eller mangler. Denne skabelon kan fjernes efter kontrol af indholdet. |

På med jernskjorten er en film instrueret af Jonathan Herrik, Anders Budtz Jørgensen.

## Handling
Hvordan kan man flygte fra fattigdom med ensformige og triste forhold i Guatemalas slum? Hvilke flugtmuligheder er der? Man kan købe sig ind i en anden verden, hvor superhelte kæmper kampen mellem det gode og det onde. Og hvor det gode sejrer til sidst. Tag med til fribrydning i Guatemala!